# 裸头噪鹛
裸头噪鹛（学名：Garrulax calvus）是画眉科噪鹛属的一种，分布于文莱和马来西亚。该物种的保护状况被评为无危。
裸头噪鹛的栖息地包括亚热带或热带的湿润低地林和亚热带或热带的湿润山地林。